# جوردن كلارك (منافس ألعاب قوى)
جوردن كلارك (بالإنجليزية: Jordan Clarke)‏ هو منافس ألعاب قوى أمريكي، ولد في 10 يوليو 1990 في أنكوريج في الولايات المتحدة.

## وصلات خارجية
- جوردن كلارك على موقع الاتحاد الدولي لألعاب القوى (الإنجليزية)
- جوردن كلارك على موقع TFRRS.org (الإنجليزية)